# 바하칼리포르니아반도

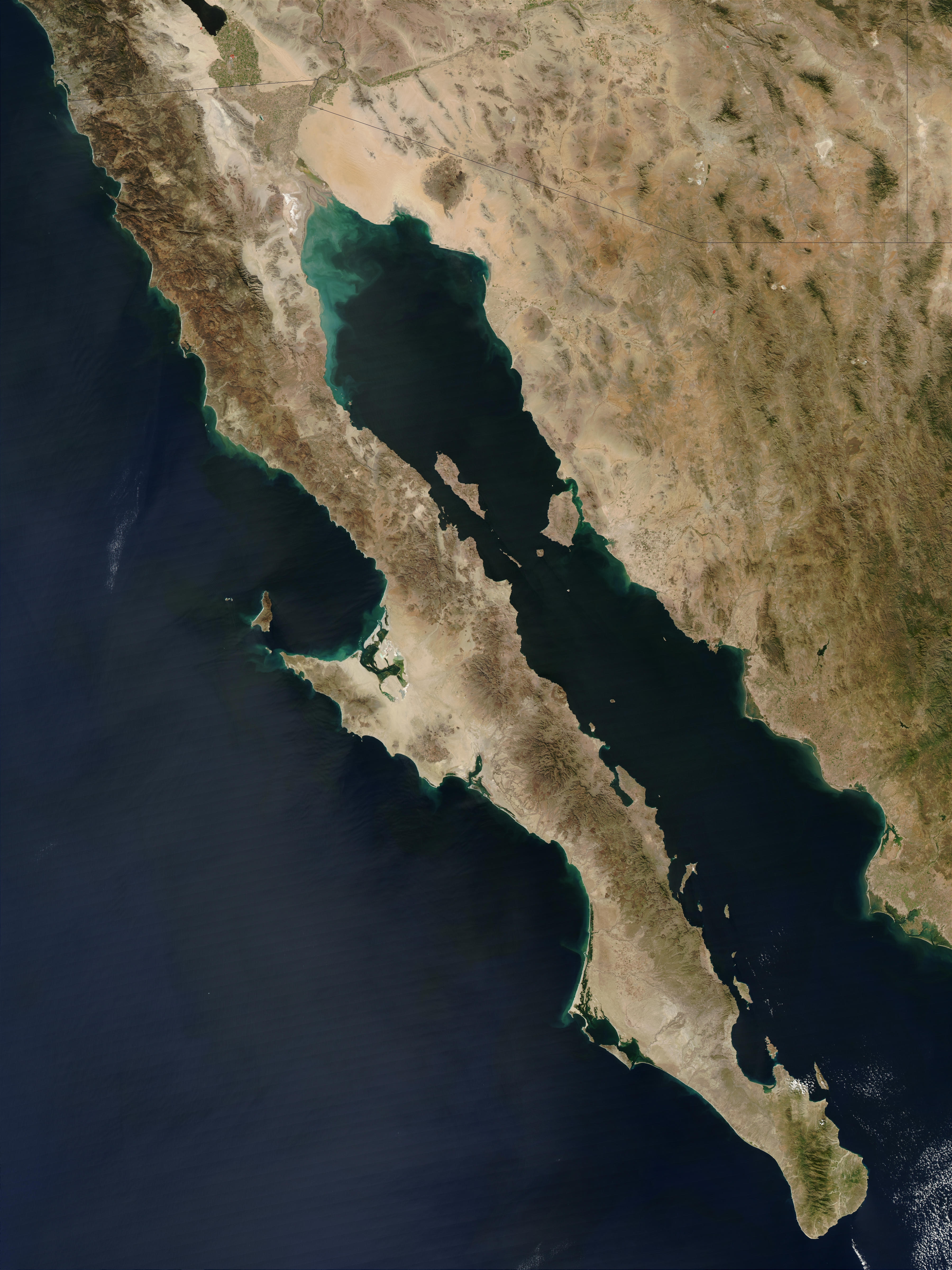
바하칼리포르니아반도의 위성 사진

바하칼리포르니아반도(Península de Baja California)는 멕시코의 서쪽에 있는 반도이다. 남북으로 1250 km 길이이며 칼리포르니아만을 태평양과 갈라놓는다. 행정적으로는 북위 28°를 기준으로 북쪽의 바하칼리포르니아주와 남쪽의 바하칼리포르니아수르주로 나뉜다.